# Championnat de France N2H de kayak-polo
 (avril 2023).
Le championnat de France N2H de kayak-polo est une compétition de kayak-polo regroupant des équipes masculines françaises depuis [Quand ?] et correspondant à la deuxième division.

## Présentation
Le championnat se déroule généralement de mars à juillet, où les équipes disputent en moyenne 4 matchs durant le week-end. Leur fonctionnement est comme celui des autres sports, il y a des matchs aller et retour puis un classement est fait en fin de saison.

## Localisation des équipes
| Carte de France · Acigné · Avranches · Brocéliande · Chelles · Condé-sur-Vire · Décines · Gétigné · Montigny · Pont-d'Ouilly · Saint Nazaire · Tarbes · Thury-Harcourt · Vern-sur-Seiche |

Localisation des équipes du championnat de France N2H de kayak-polo 2008-2009